# Arvidus Rydelius
Arvidus Rydelius, född 3 december 1620 i Svinhults församling, död 16 april 1692 i Sankt Olofs församling, Östergötlands län, var en svensk präst.

## Biografi
Arvidus Rydelius föddes 1620 i Svinhults församling. Han var son till kyrkoherden i Västra Ryds församling. Rydelius blev 17 september 1639 student vid Uppsala universitet och avlade magisterexamen vid Wittenbergs universitet 25 april 1648. Han utnämndes till rektor vid Västerviks trivialskola 1650 och prästvigdes till hovpredikant hos greve Karl X Gustav på Borgholms slott samma år. År 1653 blev han kyrkoherde i Västerviks församling och kontraktsprost i Södra Tjusts kontrakt. Rydelius fick Törnsfalls församling som annexförsamling 1653 och tillträdde 1654. Han blev 1672 kyrkoherde i Sankt Olofs församling, Norrköping, tillträde 1675 och kontraktsprost 1675 i Norrköpings kontrakt. Rydelius avled 1692 och begravdes 12 juni samma år i S:t Olai kyrka.
Rydelius var ledamot vid Riksdagen 1654, Riksdagen 1660 och Riksdagen 1672.

### Familj
Rydelius gifte sig 22 juni 1651 med Maria Daalhemius (1634–1686). Hon var dotter till kyrkoherden i Kättilstads församling. De fick tillsammans barnen Elisabeth Rydelius som var gift med kyrkoherden L. Cirrhaeus i Västra Eneby församling och L. kyrkoherden L. Rancochius i Västra Eneby församling, assessorn Samuel Ehrenstedt (1655–1717), Anna Rydelius (1657–1692) som var gift med borgmästaren Ingevald Brunsvig i Viborg, Daniel Rydelius (1658–1658), Anders Rydelius (1660–1661), kyrkoherden Daniel Rydelius i Stora Åby församling, Maria Rydelius (1663–1667), borgmästaren Anders Rydelius (1664–1696) i Karlskrona, kamreren Isac Rydelius (1665–1704) och Beata Rydelius (född 1669).